# J.League Division 1 2014
Die J.League Division 1 2014 war die 22. Spielzeit der höchsten Division der japanischen J.League und die sechzehnte unter dem Namen Division 1. An ihr nahmen achtzehn Vereine teil. Die Saison begann am 1. März 2014 und endete am 6. Dezember 2014, zwischen dem 17. Mai und dem 19. Juli wurden aufgrund der Weltmeisterschaft 2014 keine Spiele ausgetragen.
Die Meisterschaft wurde von Gamba Osaka gewonnen; nach Kashiwa Reysol in der Saison 2011 errang damit innerhalb weniger Jahre zum zweiten Mal ein Vorjahresaufsteiger den Titel. Für Gamba war es die zweite Meisterschaft nach 2005. Durch den wenig später durch Gamba ebenfalls gewonnenen Kaiserpokal platzierten sich neben dem Team aus Osaka, den Zweitplatzierten Urawa Red Diamonds und dem Dritten Kashima Antlers auch Kashiwa Reysol als Viertplatzierter für die AFC Champions League 2015, hierbei mussten Letztgenannte erstmals an einer Qualifikationsrunde zur Gruppenphase teilnehmen. Absteiger in die J2 League 2015 waren Ōmiya Ardija, Cerezo Osaka und Tokushima Vortis.

## Modus
Wie in der Vorsaison standen sich die Vereine im Rahmen eines Doppelrundenturniers zweimal, je einmal zuhause und einmal auswärts, gegenüber. Für einen Sieg gab es drei Punkte, bei einem Unentschieden erhielt jede Mannschaft einen Zähler. Die Abschlusstabelle wurde also nach den folgenden Kriterien erstellt:
1. Anzahl der erzielten Punkte
2. Tordifferenz
3. Erzielte Tore
4. Ergebnisse der Spiele untereinander
5. Entscheidungsspiel oder Münzwurf

Der Verein mit dem besten Ergebnis am Ende der Saison errang den japanischen Meistertitel. Die besten drei Teams qualifizierten sich für die AFC Champions League 2015, sollte eine dieser Mannschaften zusätzlich den Kaiserpokal 2014 gewinnen, rückte der Viertplatzierte nach. Als Änderung zu den vergangenen Jahren musste sich das schlechteste der über die Ligaplatzierung für die Champions League qualifizierten Teams über eine Playoffrunde in die Gruppenphase dieses Wettbewerbs spielen. Die drei schlechtesten Mannschaften stiegen in die J2 League 2015 ab.

## Teilnehmer
Gamba Osaka als Meister der J.League Division 2 2013 und Vissel Kobe als Zweitplatzierter kehren nach einjähriger Abwesenheit in die Division 1 zurück. Der dritte Aufsteiger, Tokushima Vortis, beendete die Saison 2013 auf Platz 4, bevor er sich im Finale der Aufstiegsplayoffs gegen Kyōto Sanga durchsetzte. Der Verein wird zum ersten Mal in seiner Geschichte in der höchsten japanischen Fußballliga antreten; damit ist er der erste Club der Insel Shikoku, dem das gelang.
Die drei Absteiger ersetzen die drei letztplatzierten Teams der Saison 2013, Shonan Bellmare, Júbilo Iwata und Ōita Trinita. Hierbei musste Júbilo Iwata zum ersten Mal seit dem Beitritt zur J.League vor zwanzig Jahren in die Division 2 absteigen, während die Mannschaften aus Shonan und Ōita schon nach nur einer Saison im Oberhaus wieder in die Division 2 zurückkehrten.
| Logo | Verein              | Beheimatet in                                     | Stadion                                  |
| ---- | ------------------- | ------------------------------------------------- | ---------------------------------------- |
|      | Albirex Niigata     | Niigata & Seirō, Niigata                          | Denka Big Swan Stadium                   |
|      | Cerezo Osaka        | Osaka & Sakai, Osaka                              | Kincho Stadium / Nagai Stadium           |
|      | FC Tokyo            | Tokyo                                             | Ajinomoto Stadium                        |
|      | Gamba Osaka         | Suita, Osaka                                      | Osaka Expo ’70 Stadion                   |
|      | Kashima Antlers     | Mehrere Städte im Südwesten der Präfektur Ibaraki | Kashima Soccer Stadium                   |
|      | Kashiwa Reysol      | Kashiwa, Chiba                                    | Hitachi Kashiwa Soccer Stadium           |
|      | Kawasaki Frontale   | Kawasaki, Kanagawa                                | Todoroki Athletics Stadium               |
|      | Nagoya Grampus      | Nagoya, Aichi                                     | Mizuho Athletic Stadium / Toyota Stadium |
|      | Ōmiya Ardija        | Saitama, Saitama                                  | NACK5 Stadium Ōmiya                      |
|      | Sagan Tosu          | Tosu, Saga                                        | Best Amenity Stadium                     |
|      | Sanfrecce Hiroshima | Hiroshima, Hiroshima                              | Hiroshima Big Arch                       |
|      | Shimizu S-Pulse     | Shizuoka, Shizuoka                                | Nihondaira Sports Stadium                |
|      | Tokushima Vortis    | Städteverbund in Tokushima                        | Pocari Sweat Stadium                     |
|      | Urawa Red Diamonds  | Saitama, Saitama                                  | Saitama Stadium                          |
|      | Vegalta Sendai      | Sendai, Miyagi                                    | Yurtec Stadium                           |
|      | Ventforet Kofu      | Städteverbund in Yamanashi                        | Yamanashi Chuo Bank Stadium              |
|      | Vissel Kobe         | Kōbe, Hyōgo                                       | Kobe Wing Stadium                        |
|      | Yokohama F. Marinos | Yokohama & Yokosuka, Kanagawa                     | Nissan Stadium                           |

## Trainer
| Verein              | Cheftrainer                                   |
| ------------------- | --------------------------------------------- |
| Vegalta Sendai      | Graham Arnold → Susumu Watanabe               |
| Kashima Antlers     | Toninho Cerezo                                |
| Urawa Reds          | Michael Petrović                              |
| Omiya Ardija        | Kiyoshi Ōkuma → Hiroki Shibuya                |
| Kashiwa Reysol      | Nelsinho Baptista                             |
| FC Tokyo            | Massimo Ficcadenti                            |
| Kawasaki Frontale   | Yahiro Kazama                                 |
| Yokohama F. Marinos | Yasuhiro Higuchi                              |
| Ventforet Kofu      | Hiroshi Jōfuku                                |
| Albirex Niigata     | Masaaki Yanagishita                           |
| Shimizu S-Pulse     | Afshin Ghotbi → Katsumi Ōenoki                |
| Nagoya Grampus      | Akira Nishino                                 |
| Gamba Osaka         | Kenta Hasegawa                                |
| Cerezo Osaka        | Ranko Popović → Marco Pezzaiuoli → Yūji Ōkuma |
| Vissel Kobe         | Ryō Adachi                                    |
| Sanfrecce Hiroshima | Hajime Moriyasu                               |
| Tokushima Vortis    | Shinji Kobayashi                              |
| Sagan Tosu          | Yoon Jong-hwan → Megumu Yoshida               |

## Spieler
| Verein              | Spieler |
| ------------------- | --- |
| Vegalta Sendai      | Shigeru Sakurai (1/0), Jirō Kamata (31/2), Kōdai Watanabe (15/0), Kōji Hachisuka (2/0), Naoki Ishikawa (32/1), Makoto Kakuda (23/1), McGlinchey (6/0), Takuya Nozawa (16/2), Takayuki Nakahara (3/0), Ryang Yong-gi (33/2), Yoshiaki Ōta (34/2), Atsushi Yanagisawa (13/1), Hayato Sasaki (10/0), Norio Suzuki (10/0), Shingo Tomita (34/1), Wilson (24/4), Yūki Mutō (30/4), Kōhei Hattanda (3/0), Kentarō Seki (33/0), Hiroshi Futami (7/1), Shingo Akamine (31/9), Naoki Sugai (30/3), Takuya Takei (14/0), Hiroki Yamamoto (2/0), Taikai Uemoto (15/0), Hironori Ishikawa (2/0), Ramon Lopes (5/1), Kazuhiro Murakami (9/1)                       |
| Kashima Antlers     | Kazuya Yamamura (8/0), Takeshi Aoki (18/1), Kōji Nakata (3/0), Jair (5/0), Jorge Wagner (8/0), Luis Alberto (16/2), Masashi Motoyama (12/0), Davi (25/10), Atsutaka Nakamura (14/2), Gen Shōji (34/2), Shūto Yamamoto (32/1), Takanori Maeno (2/0), Shūhei Akasaki (15/5), Yūta Toyokawa (17/2), Gaku Shibasaki (34/6), Hitoshi Sogahata (34/0), Daigo Nishi (23/3), Naomichi Ueda (20/0), Yukitoshi Itō (12/0), Yasushi Endō (30/10), Takahide Umebachi (5/0), Shōma Doi (34/8), Tarō Sugimoto (4/0), Caio (30/8), Takuya Nozawa (8/1), Mitsuo Ogasawara (33/2)                                                                                      |
| Urawa Reds          | Keisuke Tsuboi (1/0), Tomoya Ugajin (31/3), Daisuke Nasu (32/3), Tomoaki Makino (31/4), Naoki Yamada (2/0), Tsukasa Umesaki (33/4), Yōsuke Kashiwagi (33/3), Genki Haraguchi (14/4), Marcio Richardes (11/0), Kunimitsu Sekiguchi (7/0), Mizuki Hamada (5/0), Keita Suzuki (28/1), Tadaaki Hirakawa (25/1), Takuya Aoki (21/0), Mitsuru Nagata (13/0), Tadanari Lee (34/6), Shūsaku Nishikawa (34/0), Yūki Abe (34/4), Takahiro Sekine (21/2), Shinzō Kōroki (31/12), Ryōta Moriwaki (33/3) |
| Omiya Ardija        | Takashi Kitano (15/0), Kōsuke Kikuchi (21/3), Shunsuke Fukuda (9/0), Kōji Hashimoto (16/2), Carlinhos (18/1), Mrdja (18/9), Cho Young-cheol (13/1), Daigō Watanabe (27/1), Zlatan (32/7), Cho Won-hee (4/0), Hokuto Nakamura (20/0), Shōhei Takahashi (34/6), Tomonobu Yokoyama (21/0), Radoncic (8/0), Kōji Ezumi (12/0), Takuya Wada (20/0), Shin Kanazawa (18/1), Yūkō Takase (2/0), Kazuhiro Murakami (3/0), Tomoki Imai (30/1), Takamitsu Tomiyama (15/0), Daisuke Watabe (9/0), Keiki Shimizu (8/0), Yū Hasegawa (17/2), Yōsuke Kataoka (17/0), Chikashi Masuda (19/1), Jin Izumisawa (16/0), Akihiro Ienaga (33/6)                             |
| Kashiwa Reysol      | Kazushige Kirihata (11/0), Masato Fujita (13/1), Naoya Kondō (18/0), Daisuke Suzuki (32/3), Tatsuya Masushima (16/1), Hidekazu Ōtani (30/0), Han Kook-young (9/0), Masato Kudō (34/7), Leandro Domingues (5/0), Leandro (28/11), Kaoru Takayama (32/4), Kenta Kanō (13/1), Hiroki Akino (7/0), Jun’ya Tanaka (12/5), Dudu (14/5), Yū Kimura (8/0), Akimi Barada (23/1), Takanori Sugeno (24/0), Wataru Hashimoto (32/3), Hirofumi Watanabe (23/1), Eduardo (6/1), Yūsuke Kobayashi (10/0), Tetsurō Ōta (18/4), Kim Chang-soo (14/0), Ryōichi Kurisawa (14/0), Shinnosuke Nakatani (5/0), Naoki Wako (4/0), Kōki Ōshima (1/0)                          |
| FC Tokyo            | Hitoshi Shiota (2/0), Yūhei Tokunaga (34/0), Masato Morishige (33/1), Hideto Takahashi (32/3), Ken’ichi Kaga (7/0), Kōsuke Ōta (34/1), Takuji Yonemoto (33/2), Hirotaka Mita (24/2), Kazuma Watanabe (26/3), Yōhei Kajiyama (7/0), Edu (30/11), Sōta Hirayama (19/3), Yoshinori Mutō (33/13), Hiroki Kawano (30/6), Naohiro Ishikawa (3/0), Shūichi Gonda (33/0), Naotake Hanyū (21/0), Kazunori Yoshimoto (25/0), Canini (3/0), Hideyuki Nozawa (4/0), Keigo Higashi (23/1), Shōya Nakajima (5/0), Wataru Sasaki (1/0), Riku Matsuda (7/1) |
| Kawasaki Frontale   | Rikihiro Sugiyama (14/0), Yūki Sanetō (13/0), Yūsuke Tanaka (27/1), Yūsuke Igawa (16/0), Jeci (22/2), Masaki Yamamoto (19/1), Sōta Nakazawa (10/0), Takanobu Komiyama (18/0), Yasuhito Morishima (12/2), Renato (30/6), Yū Kobayashi (30/12), Yoshito Ōkubo (32/18), Kengo Nakamura (30/3), Shōgo Taniguchi (30/1), Ryōta Ōshima (28/0), Yūto Takeoka (4/0), Jun Kanakubo (12/1), Kentarō Moriya (27/2), Jun’ichi Inamoto (14/1), Yōhei Nishibe (20/0), Akito Fukumori (5/1), Kyōhei Noborizato (19/1), Kyōtarō Yamakoshi (3/0), An Byong-jun (5/1), Shintarō Kurumaya (2/0), Paulinho (14/0)                                                         |
| Yokohama F. Marinos | Tetsuya Enomoto (34/0), Yūzō Kurihara (29/3), Dutra (4/0), Shōhei Ogura (19/0), Shingō Hyōdō (31/3), Kōsuke Nakamachi (23/0), Takurō Yajima (9/0), Shunsuke Nakamura (32/3), Manabu Saitō (31/4), Yūzō Kobayashi (27/0), Fabio (11/0), Shō Itō (32/8), Jin Hanato (6/0), Rafinha (8/4), Yoshihito Fujita (18/2), Yūhei Satō (16/1), Yūji Nakazawa (34/2), Takumi Shimohira (28/2), Yūta Narawa (17/0), Jungo Fujimoto (26/3), Yūta Mikado (13/0), Seitarō Tomisawa (19/1), Takuya Kida (2/0) |
| Ventforet Kofu      | Kōta Ogi (23/0), Kensuke Fukuda (17/0), Hideomi Yamamoto (33/3), Marquinhos Parana (26/0), Shō Sasaki (34/3), Katsuya Ishihara (28/3), Ryōhei Arai (32/1), Takuma Abe (14/1), Cristiano (32/5), Gilsinho (25/1), Akito Kawamoto (16/0), Masaru Matsuhashi (12/0), Takuma Tsuda (2/0), Hokuto Shimoda (11/0), Kōhei Morita (29/5), Quirino (7/0), Hiroki Oka (11/0), Shō Inagaki (19/0), Daiki Matsumoto (3/0), Naoaki Aoyama (30/2), Shōhei Abe (34/1), Yūki Hashizume (2/0), Kōki Mizuno (11/1), Kazunari Hosaka (8/1), Hiroto Hatao (5/0) |
| Albirex Niigata     | Kazunari Ōno (20/0), Kentarō Ōi (33/1), Michael James (29/0), Yūki Kobayashi (25/0), Leo Silva (33/6), Tatsuya Tanaka (24/2), Atomu Tanaka (33/2), Roger Gaucho (3/1), Masaru Katō (6/0), Kazuki Kozuka (2/0), Hideya Okamoto (32/1), Song Ju-hun (2/0), Shō Naruoka (23/3), Kim Jin-su (12/0), Kengo Kawamata (14/3), Tatsuya Morita (34/0), Kōsuke Yamamoto (20/2), Naoki Kawaguchi (10/0), Kei Koizumi (26/0), Ken Matsubara (31/0), Musashi Suzuki (29/3), Lee Myung-jae (5/0), Hiroshi Ibusuki (15/3), Rafael Silva (7/1) |
| Shimizu S-Pulse     | Masatoshi Kushibiki (29/0), Lee Ki-je (7/0), Yasuhiro Hiraoka (34/5), Calvin Jong-a-Pin (15/0), Taisuke Muramatsu (7/0), Kōta Sugiyama (16/1), Takuya Honda (24/1), Hideki Ishige (22/2), Shun Nagasawa (10/4), Genki Ōmae (34/6), Toshiyuki Takagi (31/3), Yūji Senuma (2/0), Ibuki Fujita (2/0), Mitsunari Musaka (32/1), Yōsuke Kawai (30/1), Novakovic (34/13), Jakovic (25/0), Ryō Takeuchi (18/0), Takashi Aizawa (5/0), Kazuya Murata (29/3), Yoshiaki Takagi (9/0), Jumpei Takaki (2/0), Genta Miura (7/0), Tomonobu Hiroi (6/0), Yutaka Yoshida (32/1), Shōta Kaneko (2/0), Atomu Nabeta (1/0), Takuma Mizutani (6/0), Bueno (4/0)           |
| Nagoya Grampus      | Seigō Narazaki (34/0), Shun Ōbu (12/0), Yūsuke Muta (24/1), Marcus Tulio Tanaka (31/7), Regis (6/0), Ryōsuke Tone (3/0), Naoshi Nakamura (18/0), Danilson (27/1), Yoshizumi Ogawa (25/3), Keiji Tamada (17/2), Ryōta Isomura (17/1), Ryōta Tanabe (13/2), Yūki Honda (33/0), Kennedy (11/5), Riki Matsuda (31/1), Kensuke Nagai (28/12), Kishō Yano (26/2), Asahi Yada (22/1), Tomoya Koyamatsu (1/0), Ryōta Aoki (4/0), Nikki Havenaar (2/0), Reo Mochizuki (3/0), Taishi Taguchi (29/1), Kazuki Satō (3/0), Kengo Kawamata (15/4), Leandro Domingues (11/2), Gustavo (3/0), Takuma Edamura (14/0)                                                   |
| Gamba Osaka         | Masaaki Higashiguchi (34/0), Takaharu Nishino (12/1), Hiroki Fujiharu (25/0), Daiki Niwa (25/2), Kim Jung-ya (4/0), Yasuhito Endō (34/6), Keisuke Iwashita (32/1), Lins (26/5), Takahiro Futagawa (19/1), Shū Kurata (30/6), Hiroyuki Abe (30/7), Kōki Yonekura (21/1), Yasuyuki Konno (33/2), Tomokazu Myōjin (12/0), Kōtarō Ōmori (24/5), Akihiro Satō (23/2), Akira Kaji (6/0), Oh Jae-suk (24/0), Ken’ya Okazaki (2/0), Tatsuya Uchida (12/0), Patric (19/9), Takashi Usami (26/10) |
| Cerezo Osaka        | Hiroyuki Takeda (4/0), Takahiro Ōgihara (31/0), Yūta Someya (14/0), Kōta Fujimoto (17/1), Ariajasuru Hasegawa (30/1), Hotaru Yamaguchi (19/1), Tōru Araiba (10/0), Yōichirō Kakitani (14/1), Ryō Nagai (21/3), Forlan (26/7), Jumpei Kusukami (26/1), Takumi Minamino (30/2), Yūsuke Maruhashi (33/3), Takamitsu Yoshino (2/0), Jun Andō (11/1), Noriyuki Sakemoto (25/0), Mitch Nichols (6/0), Kai Hirano (7/1), Ken’yū Sugimoto (32/5), Kim Jin-hyeon (31/0), Tatsuya Yamashita (33/1), Kim Sung-joon (17/0), Daichi Akiyama (3/0), Gojko Kacar (12/1), Cacau (12/5)                                                                                |
| Vissel Kobe         | Shunki Takahashi (28/1), Takahito Sōma (16/0), Kunie Kitamoto (7/0), Hiroyuki Kōmoto (21/2), Simplicio (22/3), Pedro Junior (32/13), Hideo Tanaka (4/0), Daisuke Ishizu (13/1), Ryōta Morioka (34/4), Yūzō Tashiro (13/1), Keijirō Ogawa (26/5), Takahiro Masukawa (31/0), Tsubasa Ōya (12/0), Jung Woo-young (33/3), Ryō Matsumura (17/1), Marquinhos (34/14), Takuya Iwanami (24/1), Kyōhei Sugiura (5/0), Hiroto Mogi (12/0), Kaito Yamamoto (27/0), Takuma Edamura (13/0), Ryō Okui (13/0), Issei Takayanagi (4/0), Hideo Hashimoto (28/0), Kenta Tokushige (7/0)                                                                                 |
| Sanfrecce Hiroshima | Takuto Hayashi (31/0), Hwang Seok-ho (12/0), Hiroki Mizumoto (34/1), Kazuhiko Chiba (30/1), Toshihiro Aoyama (25/1), Kōji Morisaki (21/1), Kazuyuki Morisaki (29/0), Naoki Ishihara (29/10), Yōjirō Takahagi (32/3), Hisato Satō (29/11), Takuya Masuda (3/0), Mikic (20/0), Satoru Yamagishi (15/2), Park Hyung-jin (4/0), Yoshifumi Kashiwa (29/2), Yūsuke Minagawa (18/3), Gakuto Notsuda (18/2), Yūsuke Chajima (1/0), Kōhei Shimizu (21/0), Takuya Marutani (1/0), Takuma Asano (11/0), Kōsei Shibasaki (22/1), Tsukasa Shiotani (32/6), Hayao Kawabe (1/0), Kazuya Miyahara (4/0)                                                               |
| Tokushima Vortis    | Ken’ya Matsui (6/0), Yōhei Fukumoto (26/0), Alex (27/1), Kōtarō Fujiwara (26/0), Mitsuru Chiyotanda (9/0), Ryō Kubota (2/0), Shūto Kojima (11/0), Jun Aoyama (4/0), Douglas (13/0), Kleiton Domingues (10/0), Tomohiro Tsuda (19/0), Hiroyuki Takasaki (30/7), Takeshi Hamada (33/0), Tomoyasu Hirose (3/0), Daisuke Saitō (22/0), Yū Etō (25/4), Kōhei Miyazaki (11/0), Kim Jong-min (17/0), Jun’ya Ōsaki (31/0), Gorō Kawanami (1/0), Daiki Kogure (13/0), Masahiro Nasukawa (20/0), Ikki Sasaki (16/0), Yūya Hashiuchi (23/2), Shō Hanai (5/0), Lee Yon-jick (5/1), Tōru Hasegawa (27/0), Estiven (14/0), Adriano (10/0), Taisuke Muramatsu (15/0) |
| Sagan Tosu          | Kim Min-hyeok (27/0), Keita Isozaki (2/0), Teruaki Kobayashi (11/1), Tatsuya Sakai (9/0), Tomotaka Okamoto (19/0), Kōta Mizunuma (32/4), Ryūji Bando (5/0), Kim Min-woo (34/6), Yōhei Toyoda (34/15), Michihiro Yasuda (33/1), Naoyuki Fujita (32/1), Ryūhei Niwa (33/1), Choi Sung-keun (7/0), Kōki Kiyotake (2/0), Yeo Sung-hae (10/0), Kei Ikeda (33/5), Ryōta Hayasaka (28/3), Yoshiki Takahashi (30/1), Hiroyuki Taniguchi (28/2), Akito Fukuta (2/0), Akihiro Hayashi (34/0), Takashi Kanai (7/0), Naoya Kikuchi (21/0) |

## Statistiken

### Tabelle
| Pl.                    | Verein                  | Sp. | S  | U  | N  | Tore    | Diff. | Punkte |
| ---------------------- | ----------------------- | --- | -- | -- | -- | ------- | ----- | ------ |
| 1.                     | Gamba Osaka (N)         | 34  | 19 | 6  | 9  | 059:310 | +28   | 63     |
| 2.                     | Urawa Red Diamonds      | 34  | 18 | 8  | 8  | 052:320 | +20   | 62     |
| 3.                     | Kashima Antlers         | 34  | 18 | 6  | 10 | 064:390 | +25   | 60     |
| 4.                     | Kashiwa Reysol          | 34  | 17 | 9  | 8  | 048:400 | +8    | 60     |
| 5.                     | Sagan Tosu              | 34  | 19 | 3  | 12 | 041:330 | +8    | 60     |
| 6.                     | Kawasaki Frontale       | 34  | 16 | 7  | 11 | 056:430 | +13   | 55     |
| 7.                     | Yokohama F. Marinos (P) | 34  | 14 | 9  | 11 | 037:290 | +8    | 51     |
| 8.                     | Sanfrecce Hiroshima (M) | 34  | 13 | 11 | 10 | 044:370 | +7    | 50     |
| 9.                     | FC Tokyo                | 34  | 12 | 12 | 10 | 047:330 | +14   | 48     |
| 10.                    | Nagoya Grampus          | 34  | 13 | 9  | 12 | 047:480 | −1    | 48     |
| 11.                    | Vissel Kobe (N)         | 34  | 11 | 12 | 11 | 049:500 | −1    | 45     |
| 12.                    | Albirex Niigata         | 34  | 12 | 8  | 14 | 030:360 | −6    | 44     |
| 13.                    | Ventforet Kofu          | 34  | 9  | 14 | 11 | 027:310 | −4    | 41     |
| 14.                    | Vegalta Sendai          | 34  | 9  | 11 | 14 | 035:500 | −15   | 38     |
| 15.                    | Shimizu S-Pulse         | 34  | 10 | 6  | 18 | 042:600 | −18   | 36     |
| 16.                    | Ōmiya Ardija            | 34  | 9  | 8  | 17 | 044:600 | −16   | 35     |
| 17.                    | Cerezo Osaka            | 34  | 7  | 10 | 17 | 036:480 | −12   | 31     |
| 18.                    | Tokushima Vortis (N)    | 34  | 3  | 5  | 26 | 016:740 | −58   | 14     |
| Stand: Ende der Saison |                         |     |    |    |    |         |       |        |

| Zum Saisonende 2014: |

| Zum Saisonende 2013: |                                                                                            |
| (M)                  | Japanischer Meister 2013: Sanfrecce Hiroshima                                              |
| (P)                  | Japanischer Pokalsieger 2013: Yokohama F. Marinos                                          |
| (N)                  | Aufsteiger aus der J.League Division 2 2013: Gamba Osaka, Vissel Kobe und Tokushima Vortis |

### Kreuztabelle
Die Kreuztabelle stellt die Ergebnisse aller Spiele dieser Saison dar. Die Heimmannschaft ist in der linken Spalte, die Gastmannschaft in der oberen Zeile aufgelistet.
|                     | Albirex Niigata                          | Cerezo Osaka | FC Tokyo | Gamba Osaka | Kashima Antlers | Kashiwa Reysol |     | Nagoya Grampus | Ōmiya Ardija |     | Sanfrecce Hiroshima | Shimizu S-Pulse | Tokushima Vortis |     |     | Ventforet Kofu | Vissel Kōbe | Yokohama F. Marinos |
| ------------------- | ---------------------------------------- | ------------ | -------- | ----------- | --------------- | -------------- | --- | -------------- | ------------ | --- | ------------------- | --------------- | ---------------- | --- | --- | -------------- | ----------- | ------------------- |
| Albirex Niigata     |                                          | 1:0          | 0:1      | 0:2         | 1:2             | 0:2            | 3:0 | 1:1            | 2:1          | 1:0 | 0:0                 | 2:1             | 1:2              | 0:2 | 1:0 | 0:0            | 1:1         | 0:0                 |
| Cerezo Osaka        | 0:0                                      |              | 0:0      | 2:2         | 1:4             | 2:0            | 1:2 | 1:2            | 1:1          | 0:1 | 0:1                 | 4:1             | 3:1              | 1:0 | 0:1 | 1:3            | 1:2         | 2:2                 |
| FC Tokyo            | 1:3                                      | 2:0          |          | 3:0         | 1:1             | 4:0            | 0:4 | 0:1            | 0:1          | 2:1 | 2:1                 | 4:0             | 4:0              | 4:4 | 3:0 | 1:1            | 1:1         | 1:1                 |
| Gamba Osaka         | 5:0                                      | 2:0          | 2:1      |             | 0:2             | 1:2            | 1:0 | 0:1            | 2:1          | 4:1 | 1:1                 | 4:0             | 3:0              | 0:1 | 1:1 | 2:0            | 3:1         | 2:0                 |
| Kashima Antlers     | 1:2                                      | 0:2          | 2:2      | 2:3         |                 | 2:3            | 2:1 | 1:2            | 2:2          | 0:1 | 5:1                 | 2:1             | 1:0              | 1:1 | 2:0 | 1:0            | 2:3         | 1:0                 |
| Kashiwa Reysol      | 1:0                                      | 2:1          | 1:1      | 1:0         | 1:0             |                | 4:1 | 0:1            | 2:2          | 2:0 | 0:0                 | 3:1             | 2:0              | 3:2 | 0:0 | 3:0            | 2:0         | 0:0                 |
| Kawasaki Frontale   | 1:0                                      | 5:4          | 0:0      | 2:1         | 4:1             | 1:1            |     | 1:0            | 3:4          | 2:0 | 1:1                 | 2:3             | 4:0              | 2:1 | 1:1 | 2:0            | 2:2         | 0:3                 |
| Nagoya Grampus      | 0:1                                      | 1:2          | 2:2      | 1:2         | 2:3             | 1:1            | 1:1 |                | 2:1          | 2:3 | 2:5                 | 2:3             | 1:1              | 1:2 | 0:0 | 2:0            | 2:1         | 1:1                 |
| Ōmiya Ardija        | 2:2                                      | 2:0          | 1:0      | 0:2         | 2:1             | 1:2            | 1:3 | 1:2            |              | 1:3 | 3:3                 | 2:1             | 1:3              | 0:2 | 4:0 | 0:2            | 0:3         | 2:3                 |
| Sagan Tosu          | 0:2                                      | 1:0          | 0:2      | 2:0         | 0:3             | 1:0            | 0:1 | 1:0            | 1:1          |     | 1:2                 | 2:2             | 5:0              | 1:1 | 2:1 | 2:0            | 2:1         | 1:0                 |
| Sanfrecce Hiroshima | 2:0                                      | 0:0          | 1:0      | 0:1         | 0:3             | 5:2            | 2:1 | 4:0            | 1:1          | 1:0 |                     | 1:1             | 3:1              | 0:2 | 2:0 | 1:1            | 1:1         | 1:2                 |
| Shimizu S-Pulse     | 2:1                                      | 3:0          | 1:3      | 0:3         | 1:3             | 3:0            | 0:2 | 2:2            | 2:0          | 0:1 | 1:3                 |                 | 1:0              | 1:4 | 1:0 | 0:0            | 1:1         | 0:1                 |
| Tokushima Vortis    | 1:2                                      | 0:2          | 0:0      | 0:0         | 0:5             | 0:2            | 0:4 | 0:2            | 0:2          | 0:1 | 0:1                 | 0:4             |                  | 0:2 | 0:1 | 2:2            | 2:2         | 0:3                 |
| Urawa Red Diamonds  | 1:0                                      | 1:0          | 1:0      | 0:2         | 1:1             | 3:1            | 1:0 | 1:2            | 4:0          | 0:1 | 1:0                 | 1:1             | 2:1              |     | 4:0 | 0:0            | 2:2         | 1:0                 |
| Vegalta Sendai      | 1:2                                      | 3:3          | 1:0      | 0:0         | 0:1             | 1:2            | 0:0 | 3:3            | 2:2          | 0:3 | 1:0                 | 3:2             | 2:1              | 4:2 |     | 1:1            | 4:3         | 1:2                 |
| Ventforet Kofu      | 1:1                                      | 0:0          | 0:0      | 3:3         | 0:4             | 3:0            | 2:1 | 2:0            | 0:1          | 1:0 | 2:0                 | 0:1             | 0:1              | 0:0 | 0:0 |                | 2:0         | 1:0                 |
| Vissel Kōbe         | 1:0                                      | 2:2          | 2:1      | 1:5         | 0:0             | 1:1            | 1:2 | 1:3            | 2:1          | 0:1 | 0:0                 | 3:1             | 3:0              | 3:1 | 2:1 | 1:0            |             | 1:2                 |
| Yokohama F. Marinos | 1:0                                      | 0:0          | 0:1      | 2:0         | 1:3             | 2:2            | 2:0 | 0:2            | 2:0          | 1:2 | 1:0                 | 1:0             | 3:0              | 0:1 | 0:2 | 0:0            | 1:1         |                     |
|                     | Quelle: J.League, Stand: Ende der Saison |              |          |             |                 |                |     |                |              |     |                     |                 |                  |     |     |                |             |                     |

### Torschützenliste
Bei gleicher Anzahl von Treffern sind die Spieler alphabetisch geordnet.
| Pl.                                        | Spieler            | Mannschaft          | Tore |
| ------------------------------------------ | ------------------ | ------------------- | ---- |
| 01.                                        | Yoshito Ōkubo      | Kawasaki Frontale   | 18   |
| 02.                                        | Yōhei Toyoda       | Sagan Tosu          | 15   |
| 03.                                        | Marquinhos         | Vissel Kōbe         | 14   |
| 04.                                        | Yoshinori Mutō     | FC Tokyo            | 13   |
| 04.                                        | Milivoje Novakovič | Shimizu S-Pulse     | 13   |
| 04.                                        | Pedro Júnior       | Vissel Kōbe         | 13   |
| 07.                                        | Shinzō Kōroki      | Urawa Red Diamonds  | 12   |
| 07.                                        | Yū Kobayashi       | Kawasaki Frontale   | 12   |
| 07.                                        | Kensuke Nagai      | Nagoya Grampus      | 12   |
| 010.                                       | Leandro            | Kashiwa Reysol      | 11   |
| 010.                                       | Edu                | FC Tokyo            | 11   |
| 010.                                       | Hisato Satō        | Sanfrecce Hiroshima | 11   |
| 013.                                       | 4 Spieler          |                     | 10   |
| Quelle: J.League, Stand: 12. Dezember 2014 |                    |                     |      |